# رأس الإنسان
الرأس في تشريح جسم الإنسان هو القسم العلوي من جسم الإنسان. ويدعم الرأس الوجه ويحافظ عليه الجمجمة التي تحتضن الدماغ.

## البنية
يتألف رأس الإنسان من قسم لحمي خارجي يحيط بالجمجمة العظمية، حيث يتوضع الدماغ، يستند الرأس على الرقبة، التي تؤمن له الدعم العظمي والقدرة على الحركة عن طريق سبع فقرات رقبية.
يمثل الوجه القسم الأمامي من الرأس، ويحوي الأعضاء الحسية مثل العينين والأنف والفم، يؤمِّن الخدان (الوجنتان) على جانبي الفم حدوداً لحمية لتجويف الفم. تتوضع الأذنان على جانبي الرأس

## التعصيب
تؤمن الأعصاب القحفية بأزواجها الإثني عشر غالبية التحكم العصبي بالوجه. تنقل فروع العصب مثلث التوائم (وهو عصب قحفي) الإحساسات من الوجه، أما إحساسات بقية أجزاء الرأس فتنقل عبر الأعصاب الرقبية.

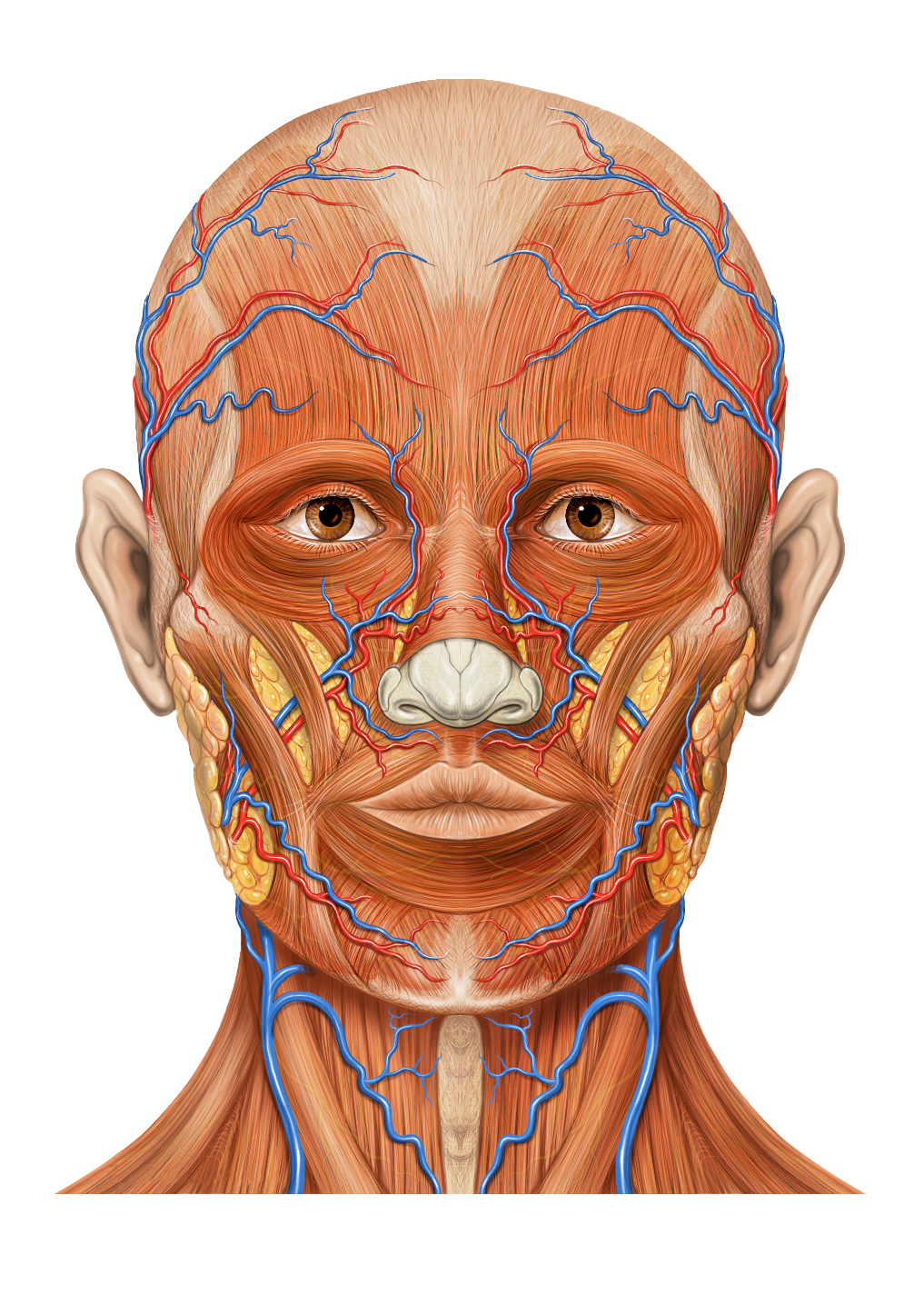
تشريح رأس الإنسان

## التروية الدموية
يتلقى الرأس التروية الدموية من الشريانين السباتيين الظاهر والباطن. يغذي الشريان السباتي الظاهر المنطقة خارج الجمجمة ويغذي الشريان السباتي الباطن المنطقة داخل الجمجمة. تتلقى المنطقة داخل الجمجمة تروية دموية من الشرايين الفقرية أيضاً، والتي تصعد عبر الفقرات الرقبية

## الوظيفة
يتضمن الرأس عدداً من الأعضاء الحسية، بما فيها الدماغ، العينان، الأذنان، الأنف، الفم.

## المجتمع والثقافة
بالنسبة للبشر، يعتبر الرأس وبالتحديد الوجه السمة الرئيسية للتمييز بين مختلف الناس، وذلك بسبب خصائصهما القابلة للتمييز بسهولة مثل لون الشعر ولون العينين والأنف وشكل العين والفم وتجاعيدهما. يزن رأس الإنسان عادة بين 5 إلى 11 باوند (2.3 إلى 12 كيلو غرام). من السهل تمييز الوجوه البشرية بالنسبة لنا لأن دماغنا يميل إلى تمييز الاختلاف بين أشكال الوجوه البشرية. عند مشاهدة الأنواع غير المألوفة لنا نسبياً; عندها تبدو كل الوجوه متماثلة تقريباً، والرضيع البشري يبدو أنه مبرمجاً بيولوجياً على إدراك الفروق الدقيقة في ملامح الوجه البشري.
أحياناً يتم تصوير الأشخاص الأذكى من الطبيعي في الرسوم الكرتونية برسمهم برؤوس أكبر من المعتاد، كإشارة نظرية أن لديهم "دماغ أكبر"، في الخيال العلمي، عادة ما يرمز المخلوق الفضائي الذي يمتلك رأساً كبيراً إلى امتلاكه درجة عالية من الذكاء. وبعيداً عن هذا التصوير الترميزي، على أي حال، فقد أظهر التقدم في علم بيولوجيا الأعصاب أن التنوع الوظيفي للدماغ يعني أن اختلاف الحجم الكلي للدماغ ليس مؤشراً يعتد به على فرق الذكاء الإجمالي بين اثنين من البشر إن وجد.
الرأس هو منبع العديد من المعاني المجازية والكنايات، بما فيها الإشارة إلى الأشياء القريبة عادة من رأس الإنسان (رأس السرير)، أشياء فيزيائية (ملموسة) مشابهة للطريقة التي يرتب بها الرأس مكانياً بالنسبة للجسم (رأس الطاولة)، مجازياً (رئيس المجموعة) وأشياء تمثل بعض المزايا التي نربطها بالرأس مثل الذكاء (هناك الكثير من الرؤوس الجيدة (الرؤساء الجيدون) في هذه الشركة) 

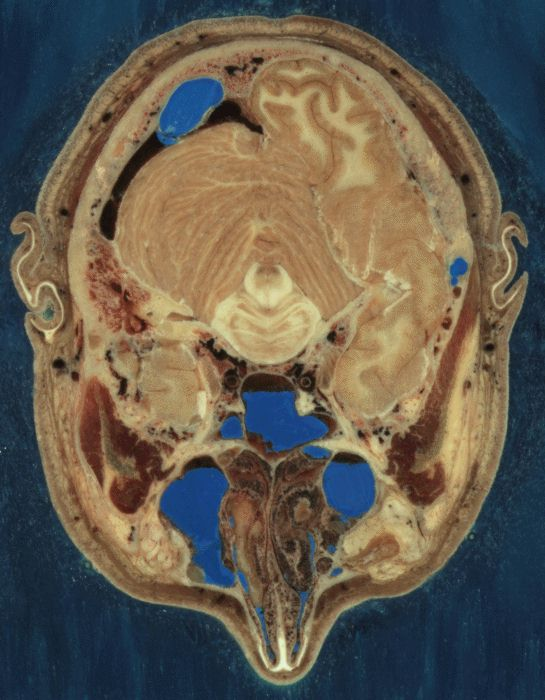
مقطع نسيجي مجمد عبر رأس الإنسان.

## تغطية الرأس
في العديد من الثقافات، تعتبر تغطية الرأس علامة احترام، عادة يجب تغطية وإخفاء كل الرأس أو بعضه عند دخول المناطق المقدسة أو أماكن الصلاة. استمرت النساء في أوروبا والشرق الأوسط وجنوب آسيا عدة قرون يغطين شعرهن كدليل على الاحتشام. وقد تغيرت هذه النزعة كلياً في أوروبا في القرن العشرين، على الرغم من أنها لا تزال مشاهدة في مناطق أخرى من العالم. بالإضافة إلى عدد من المناهج الدينية التي تطلب من الرجل ارتداء غطاء رأس محدد مثل: القبعة اليهودية (اليغمرلك اليهودية)، أو العمامة السيخية أو النساء اللواتي يلبسن الحجاب بحسب بعض العادات أو الديانات.
قد يغطي الناس رؤوسهم لأسباب أخرى. القبعة هي قطعة من الملابس تغطي قمة الرأس فقط. قد تكون جزءاً من اللباس الرسمي، مثل الزي الرسمي للشرطة، أو أداة حماية كالقبعة القاسية، أو غطاء للتدفئة، أو لواحق أزياء.
قد نتمكن من خلال أغطية الرأس المختلفة أن نحدد المكانة أو المنشأ أو الدين/المعتقدات الروحية أو الجماعة المجتمعية أو الانتماء لفريق أو المهنة و/أو الموضة.

## القياسات البشرية (الانثروبيومترية)
بينما يوجد العديد من الجداول التي ترتب بالتفصيل قياسات الرأس في الرضع والأطفال، إلا أن معظمها لا تقيس متوسط محيط الرأس بعد عمر 21 سنة. كما تُظهر الرسوم البيانية المرجعية لمحيط رأس البالغ أيضاً عينات متجانسة عموماً ولا تأخذ الطول والوزن بعين الاعتبار.
قدَّرت دراسة أجريت في الولايات المتحدة متوسط محيط رأس الإنسان بـ 55 سنتيمتر (21.75 إنش) للإناث و57 سنتيمتر (22.5 إنش) للذكور [مشكوك فيها-مناقشة]. وبينت دراسة إنكليزية أن متوسط محيط الرأس 55.2 سنتيمتر للإناث و57.2 سنتيمتر للذكور مع تفاوت نسبي بين متوسط المحيط الرأس والطول (الارتفاع)
قد تكون ضخامة الرأس مؤشراً على ازدياد خطورة الإصابة ببعض أنواع السرطانات عند الأفراد الذين يحملون الطفرة الوراثية المسببة لمتلازمة كاودن. يمكِّن تشخيص الإصابة بمتلازمة كاودن من الاكتشاف المبكر للبوليبات السرطانية. بتاريخ: 7 ديسمبر 2010 المحقق الرئيسي: Charis Eng, MD, PhD مؤسسة: Cleveland Clinic Genomic Medicine تحليل انتشار ودرجة ضخامة الرأس في المرضى المصابين بطفرات المورثة PTEN للخلايا المنشئة (الخلايا الجنسية) وتحليل وزن الدماغ في الطرق الجيني (ادخال knock-in) للنموذج الفأري للمورثة PTEN في DNA الفأر " المجلة الأوروبية لعلم الوراثة البشري. 19 (7): 763. doi:10.1038/ejhg.2011.20